# Municipio de Corliss
El municipio de Corliss (en inglés: Corliss Township) es un municipio ubicado en el condado de Otter Tail en el estado estadounidense de Minnesota. En el año 2010 tenía una población de 493 habitantes y una densidad poblacional de 5,17 personas por km².

## Geografía
El municipio de Corliss se encuentra ubicado en las coordenadas 46°40′42″N 95°28′12″O / 46.67833, -95.47000. Según la Oficina del Censo de los Estados Unidos, el municipio tiene una superficie total de 95.41 km², de la cual 90,6 km² corresponden a tierra firme y (5,04 %) 4,81 km² es agua.

## Demografía
Según el censo de 2010, había 493 personas residiendo en el municipio de Corliss. La densidad de población era de 5,17 hab./km². De los 493 habitantes, el municipio de Corliss estaba compuesto por el 98,58 % blancos, el 0,41 % eran asiáticos, el 0,61 % eran de otras razas y el 0,41 % eran de una mezcla de razas. Del total de la población el 1,22 % eran hispanos o latinos de cualquier raza.